# Jodie Whittaker
Jodie Whittaker (Skelmanthorpe, West Yorkshire, 3 de juny de 1982) és una actriu anglesa que ha treballat en pel·lícules com Venus i One Day o les sèries de televisió Black Mirror, Broadchurch i Doctor Who.
Whittaker interpretà la mare del xiquet Danny en el drama de la BBC Broadchurch, en el qual compartí protagonisme amb l'actor David Tennant, el qual havia interpretat abans al Doctor Who. El 16 de juliol de 2017, després que Roger Federer guanyara el Torneig de Wimbledon 2017, la BBC anuncià el fitxatge de Whittaker com a la tretzena Doctor: El seu fitxatge es mantingué en secret fins llavors, i el marit de la Whittaker fon el primer en saber-ho perquè li ho varen permetre, encara que es referien al paper com a George Clooney.